# Тонара Салине (Сасари)
Тонара Салине је насеље у Италији у округу Сасари, региону Сардинија.
Према процени из 2011. у насељу је живело 7 становника. Насеље се налази на надморској висини од 3 м.